# Lijst van heersers van Hessen

Stamwapen van de Landgrafen van Hessen

Hieronder volgt een Lijst van heersers van Hessen.

## Landgraven van Hessen (1263-1458)
- 1263 – 1308: Hendrik I het Kind (1244-1308)
- 1308 – 1328: Otto I (ca 1272-1328), regeert in Neder-Hessen (of Hessen-Kassel), vanaf 1311 over heel Hessen
- 1308 – 1311: Johan († 1311), regeert in Opper-Hessen (of Hessen-Marburg)
- 1328 – 1376: Hendrik II de IJzeren († 1376)
  - 1336 – 1345: Lodewijk (1319-1345), regeert in Grebenstein
  - 1336 – 1370: Herman I de Oude († 1370), regeert in Nordeck
  - 1340 – 1366: Otto de Jonge († 1366), mede-regent
- 1377 – 1413: Herman II de Geleerde (ca 1341-1413), mede-regent sinds 1367
- 1413 – 1458: Lodewijk I de Vreedzame (1402-1458)

### Landgraven van Neder-Hessen (Hessen-Kassel) (1458-1500)
- 1458 – 1471: Lodewijk II, de Vrijmoedige (1438-1471)
- 1471 – 1493: Willem I de Oudere (1466-1515)
- 1493 – 1500: Willem II de Middelste (1469-1509), verenigt Neder- en Opper-Hessen

### Landgraven van Opper-Hessen (Hessen-Marburg) (1458-1500)
- 1458 – 1483: Hendrik III de Rijke (1441-1483)
  - ca 1478: Lodewijk III (1460-1478), mede-regent
- 1483 – 1500: Willem III de Jonge (1471-1500)

## Landgraven van Hessen (1500-1567)
- 1500 – 1509: Willem II de Middelste
- 1509 – 1567: Filips I de Grootmoedige (1504-1567)

## LinieHessen-Kassel

### Landgraven vanHessen-Kassel(1567-1803)

Wapen van de Landgraven van Hessen-Kassel

- 1567 – 1592: Willem IV de Wijze (1532-1592)
- 1592 – 1632: Maurits de Geleerde (1572-1632)vanaf 1627 afsplitsing Hessen-Rotenburg met Hessen-Rheinfels en Hessen-Eschwege
- 1632 – 1637: Willem V (1602-1637)
- 1637 – 1663: Willem VI (1629-1663), na dood afsplitsing Hessen-Philippsthal
- 1663 – 1670: Willem VII (1651-1670)
- 1670 – 1730: Karel (1654-1730)
- 1730 – 1751: Frederik I (1676-1751), vanaf 1720 koning van Zweden
- 1751 – 1760: Willem VIII (1682-1760)
- 1760 – 1785: Frederik II (1720-1785)
- 1785 – 1803: Willem IX (1743-1821), vanaf 1803 keurvorst Willem I van Hessen-Kassel

#### Landgraven vanHessen-Rotenburg(1632-1658)
- 1632 – 1658: Herman (1607-1658)

Na het kinderloos overlijden van Herman viel Rotenburg aan zijn broer Ernst van Hessen-Rheinfels.

#### Landgraven vanHessen-Rheinfels(-Rotenburg)(1632-1834)
- 1632 – 1693: Ernst (1623-1693), erft in 1655 Eschwege, in 1658 Rotenburg
- 1693 – 1725: Willem de Oude (1648-1725)
- 1725 – 1749: Ernst Leopold (1684-1749)
- 1749 – 1778: Constantijn (1716-1778), erft in 1755 Eschwege
- 1778 – 1806: Karel Emanuel (1746-1812)
- 1806 - 1813: bezet door het koninkrijk Westfalen
- 1813 – 1834: Victor Amadeus (1779-1834)

Omdat Victor Amadeus zonder legitieme kinderen sterft valt Hessen-Rheinfels-(Rotenburg) terug aan de hoofdlijn Hessen-Kassel.

#### Landgraven vanHessen-Eschwege(1632-1755)
- 1632 – 1655: Frederik (1617-1655)
- 1655 – 1693: Ernst (1623-1693), landgraaf van Hessen-Rheinfels
- 1693 – 1711: Karel (1649-1711)
- 1711 – 1731: Willem (1671-1731)
- 1731 – 1755: Christiaan (1689-1755)

Na het kinderloos overlijden van Willem valt Hessen-Eschwege aan zijn broer Christiaan van Hessen-Wanfried

###### Landgraven vanHessen-Wanfried(1711-1755)
- 1711 – 1755: Christiaan (1689-1755), erft in 1731 Eschwege

Na het kinderloos overlijden van Christiaan valt Hessen-Eschwege aan de hoofdlijn Hessen-Kassel.

#### Landgraven vanHessen-Philippsthal(1685-1918)
- 1685 – 1721: Filips (1655-1721)
- 1721 – 1770: Karel I (1682-1770)
- 1770 – 1806: Willem (1726-1810)

Wapen van de Landgraven van Hessen-Philippsthal

- 1806 - 1813: bezet door het koninkrijk Westfalen
- 1813 – 1816: Lodewijk (1766-1816)
- 1816 – 1849: Ernst Constantijn (1771-1849)
- 1849 – 1866: Karel II (1803-1868)

In 1866 werd Hessen-Kassel geannexeerd door Pruisen

##### Landgraven vanHessen-Philippsthal-Barchfeld(1721-1866)
- 1721 – 1761: Willem (1692-1761)
- 1761 – 1777: Frederik (1727-1777)
- 1777 – 1803: Adolf (1743-1803)
- 1803 – 1806: Karel (1784-1854)
- 1806 - 1813: bezet door het koninkrijk Westfalen
- 1813 – 1854: Karel
- 1854 – 1866: Alexis (1829-1905)

In 1866 werd Hessen-Kassel geannexeerd door Pruisen

### Keurvorsten van Hessen(-Kassel) (1803-1866)
- 1803 – 1806: Willem I, sinds 1785 landgraaf Willem IX van Hessen-Kassel
- 1806 - 1813: bezet door het koninkrijk Westfalen
- 1813 – 1821: Willem I
- 1821 – 1847: Willem II (1777-1847)
- 1847 – 1866: Frederik Willem (1802-1875)

In 1866 werd Hessen-Kassel geannexeerd door Pruisen

## LinieHessen-Marburg

### Landgraven vanHessen-Marburg(1567-1604)
- 1567 – 1604: Lodewijk IV (1537-1604)

Na het kinderloos overlijden van Lodewijk IV werd Hessen-Marburg betwist door Hessen-Kassel en Hessen-Darmstadt, waarna het bij de Vrede van Westfalen in 1648 werd verdeeld.

## LinieHessen-Rheinfels

### Landgraven vanHessen-Rheinfels(1567-1583)
- 1567 – 1583: Filips II (1541-1583)

Na het kinderloos overlijden van Filips werd zijn gebied verdeeld tussen Hessen-Kassel,Hessen-Marburg en  Hessen–Darmstadt.

## LinieHessen-Darmstadt

### Landgraven vanHessen-Darmstadt(1567-1806)
- 1567 – 1596: George I, de Vrome (1547-1596)
- 1596 – 1626: Lodewijk V (1577-1626)
- 1626 – 1661: George II (1605-1661)
- 1661 – 1678: Lodewijk VI (1630-1678)
- 1678: Lodewijk VII (1658-1678)
- 1678 – 1739: Ernst Lodewijk (1667-1739)
- 1739 – 1768: Lodewijk VIII (1691-1768)
- 1768 – 1790: Lodewijk IX (1719-1790)
- 1790 – 1806: Lodewijk X (1753-1830), vanaf 1806 groothertog Lodewijk I van Hessen-Darmstadt

#### Landgraven vanHessen-Homburg(1596-1806 en1815-1866)
- 1596 – 1638: Frederik I (1585-1638)
- 1638 – 1669: Willem Christoffel (1625-1681), verkocht Hessen-Homburg aan zijn broer George Christiaan, maar behield Bingenheim
- 1669 – 1677: George Christiaan (1626-1677)
- 1677/1679 – 1708: Frederik II (1633-1708)
- 1708 – 1746: Frederik III Jacob (1673-1746)
- 1746 – 1751: Frederik IV Lodewijk (1724-1751)
- 1751 – 1806: Frederik V (1748-1820)
- 1806 – 1815: bezet door Hessen-Darmstadt
- 1815 – 1820: Frederik V
- 1820 – 1829: Frederik VI (1769-1829)
- 1829 – 1839: Lodewijk (1773-1839)
- 1839 – 1846: Filips (1779-1846)
- 1846 – 1848: Gustaaf (1781-1848)
- 1848 – 1866: Ferdinand (1823-1866)

In 1866 werd Hessen-Kassel geannexeerd door Pruisen

##### Landgraven van Hessen-Homburg-Bingenheim (1669-1681)
- 1669 – 1681: Willem Christoffel (1625-1681)

Na het kinderloos overlijden van Willem Christoffel viel Hessen-Homburg-Bingenheim aan Hessen-Homburg.

#### Landgraven van Hessen-Butzbach (1609-1643)
- 1609 – 1643: Filips (1581-1643)

#### Landgraven van Hessen-Braubach (1625-1651)
- 1625 – 1651: Johan (1609-1651)

Na het kinderloos overlijden van Johan viel Hessen-Braubach aan de hoofdlijn Hessen-Darmstadt.

#### Landgraven van Hessen-Itter (1661-1676)
- 1661 – 1676: George (1632-1676)

Na het overlijden van George zonder opvolgers viel Hessen-Itter aan de hoofdlijn Hessen-Darmstadt.

### Groothertogen van Hessen(-Darmstadt) en de Rijn (1806-1918)
- 1806 – 1830: Lodewijk I, sinds 1790 landgraaf van Hessen-Darmstadt
- 1830 – 1848: Lodewijk II (1777-1848)
- 1848 – 1877: Lodewijk III (1806-1877)
- 1877 – 1892: Lodewijk IV (1837-1892)
- 1892 – 1918: Ernst Lodewijk (1868-1937)